# Rivalités dans le football en Normandie
Cet article traite des rivalités dans le football en Normandie.
La Normandie est dès la fin du XIXe siècle une terre d'accueil privilégiée du football en France, grâce aux relations commerciales de ses ports avec l'Angleterre, pays d'origine de ce sport. Basés dans les principales villes de la région, plusieurs clubs se disputent rapidement la domination régionale : Le Havre AC et le FC Rouen, qui optent pour le professionnalisme en 1933, suivis par le Stade Malherbe Caennais, l'US Quevilly et la Stella de Cherbourg.
Dominé par les deux clubs prestigieux de Seine-Maritime jusque dans les années 1980, le football régional voit depuis le Stade Malherbe disputer la suprématie régionale au HAC, tandis que le FC Rouen remonte la pente et joue désormais en national.

## Histoire du football en Normandie

### Débuts (1894-1932)
Le Havre Athletic Club, club omnisports fondé en 1884, ouvre une section football en 1894, qui remporte le championnat de France USFSA en 1899. Parmi les nombreux clubs qui se créent dans la région à la fin du XIXe siècle, le FC Rouen et le Club sportif caennais ouvrent des sections football en 1899, avant que l'US Quevilly ne soit créée en 1902.

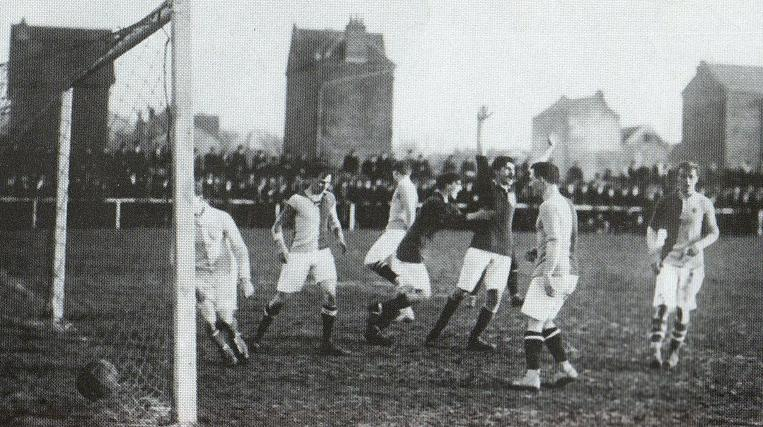
Scène du derby FC Rouen-Le Havre AC en 1910.

Les ligues USFSA de Normandie et de Basse-Normandie sont créées en 1900 - alors qu'il n’existe encore que deux championnats régionaux en France : Paris depuis 1894 et le Nord depuis 1898. Leur champion est alors qualifié pour le Championnat de France USFSA, dont le HAC remporte l'édition 1900 et le FC Rouen atteint la finale en 1913. Le championnat haut-normand est dominé par le club havrais, qui remporte huit des dix premières éditions (1900-1909) puis par le FC Rouen de 1910 à 1914, tandis que le championnat bas-normand est dominé par les différents clubs de Caen qui fusionnent en 1913 au sein du Stade Malherbe caennais.
En 1919, après l'interruption due à la Première Guerre mondiale, les deux ligues fusionnent en une seule, qui organise deux poules en Haute et Basse-Normandie, dont les vainqueurs s'affrontent en finale : le Stade Malherbe et la Stella, qui dominent la Basse-Normandie, sont alors systématiquement battus par le champion haut-normand, que ce soit le FC Rouen ou Le Havre AC. En 1925, le FC Rouen est battu en finale de la Coupe de France (après match d'appui) par le CASG Paris. En 1930, un championnat unique de division d’honneur de Normandie est créé, qui est remporté par les Rouennais jusqu'en 1933.

### Ouverture au professionnalisme (1932-1945)
Un an après l’avènement du professionnalisme en France, le Havre AC et le FC Rouen sautent le pas et intègrent le Championnat de France de football D2 1933-1934. Ils sont rejoints l'année suivante par le Stade Malherbe. Le FC Rouen remporte le championnat de deuxième division en 1936 et gagne ainsi sa promotion dans l'élite (où il termine au 4e rang pour ses deux premières saisons) ; il est imité deux ans plus tard par le HAC, tandis que le Stade Malherbe, plombé par ses difficultés financières, retrouve le statut amateur. Le Championnat de France 1938-1939 voit pour la première fois deux clubs normands participer à la première division : les Havrais terminent à la 11e place, les Rouennais à la 14e. Pendant la seconde Guerre mondiale, des championnats sont organisés, dont les résultats ne seront pas officialisés. Les Rouennais remportent le Groupe Nord du championnat en 1940 (juste devant leurs rivaux havrais) et 1945.

### Entre succès et problèmes (1945-1970)
Finalement en 1947, les deux clubs sont relégués conjointement en deuxième division, tandis que l'US Quevilly et le Stade Malherbe intègre en 1948 le championnat de France amateur, le troisième échelon national tout juste créé. Le HAC retrouve en 1950 la D1 dont il monte à la 3e place, avant d'être de nouveau relégué en 1954. Pendant ce temps, Quevilly remporte le championnat de France amateur à plusieurs reprises (1954, 1955, 1958, 1967) mais refuse d'accéder à la deuxième division.
En 1959, les Havrais réalisent l'exploit de remporter championnat de France de D2 et Coupe de France (face au FC Sochaux-Montbéliard) : c'est le premier titre national de premier ordre remporté par un club normand et la première Coupe de France remportée par un club de deuxième division ! La suite est cependant difficile pour les Havrais, que les difficultés financières obligent à abandonner le statut professionnel en 1964, au point d'être relégués en Division d'honneur de Normandie en 1966. En parallèle en 1960, profitant de la relégation du FC Sète, l'AS Cherbourg obtient de la fédération l'adoption du statut professionnel et sa promotion administrative en deuxième division, où il évolue jusqu'en 1967.
Le FC Rouen, qui évolue dans l'élite sans discontinuer de 1960 à 1970, apparaît alors comme le principal club de Normandie, a fortiori quand les Diables rouges se qualifient pour la Coupe des villes de foires 1969-1970 dont ils ne sont éliminés que par les Anglais d'Arsenal FC en huitièmes de finale. Pourtant cette saison est leur dernière dans l'élite, leurs difficultés financières leur valant à leur tour d'être rétrogradés au sein d'une division 2 qui est cette année-là élargie aux clubs amateurs : en 1970-1971, les quatre principaux clubs de Normandie s'affrontent dans le groupe Centre ; le FC Rouen termine 2e, Quevilly 7e, Caen 15e, tandis que Le Havre, 16e et dernier, est relégué.

### Chute du FC Rouen et émergence du SM Caen (1970 à nos jours)
Les années 1970 sont difficiles pour le football normand : le FC Rouen se bat pour la montée en Division 1 mais ne parvient à évoluer qu'une saison, en 1977-1978, au cours de laquelle il termine dernier ; le SM Caen ne parvient pas à se stabiliser en Division 2 et multiplie les allers-retours avec la D3, où de son côté le Havre AC stagne ; enfin l'US Quevilly entame une descente aux enfers qui débouche sur la liquidation pure et simple du club, qui reprend ses activités tout en bas du football régional.
Champion de D2 en 1982 et 14e de D1 en 1984, Rouen entame dès lors à son tour bientôt une rétrogradation progressive dans la hiérarchie du football normand : en 1985, les Diables rouges sont relégués et doivent laisser leur place dans l'élite aux Havrais, champions de D2, tandis que Caen décide d'opter pour le statut professionnel afin d'avoir les moyens de ses ambitions. En 1988, les Caennais sont promus pour la première fois en D1, où ils remplacent des Havrais relégués en D2, où évolue toujours le FC Rouen. La saison 1991-1992 est glorieuse pour le football normand : Le Havre, de nouveau promu dans l'élite, termine au 7e rang, tandis que le Stade Malherbe, 5e, se qualifie pour la Coupe UEFA 1992-1993.
Depuis lors, les deux clubs font régulièrement l'ascenseur entre D1 et D2, dont le FC Rouen a été durablement écarté. La saison 2003-2004 fait exception, lorsque les trois clubs se retrouvent en Division 2 : le SM Caen officialise son retour dans l'élite après une victoire sur le terrain du FC Rouen, qui termine lui dernier et retrouve le championnat National (puis CFA), où évolue l'AS Cherbourg entre 2002 et 2009. Enfin l'US Quevilly, de retour en CFA depuis 2002, fait parler de lui en 2010 en atteignant les demi-finales de la Coupe de France, avant d'obtenir sa promotion en National en 2011, puis la finale de la Coupe de France en 2012. En 2025, les Caenais sont à leur tour relégués en National.

## Rivalités
La rivalité entre les villes de Rouen et du Havre est due à leur proximité, mais pas seulement : sur le plan politique, les deux villes (ainsi que Caen) luttent pour une reconnaissance plus forte, notamment dans le cadre du projet de réunification de la Normandie, dont le choix de la capitale est une question épineuse. Le Havre est la plus grande ville de Normandie en population intra-muros (devant Caen et Rouen), et grâce à son nouveau port (le plus important de France en termes de commerce extérieur) gagne en attractivité et en popularité. Rouen est la capitale historique de Normandie, riche d'histoire et de monuments, et la première agglomération et aire urbaine de Normandie (13e de France).

### Entre le Stade Malherbe Caen et Le Havre AC

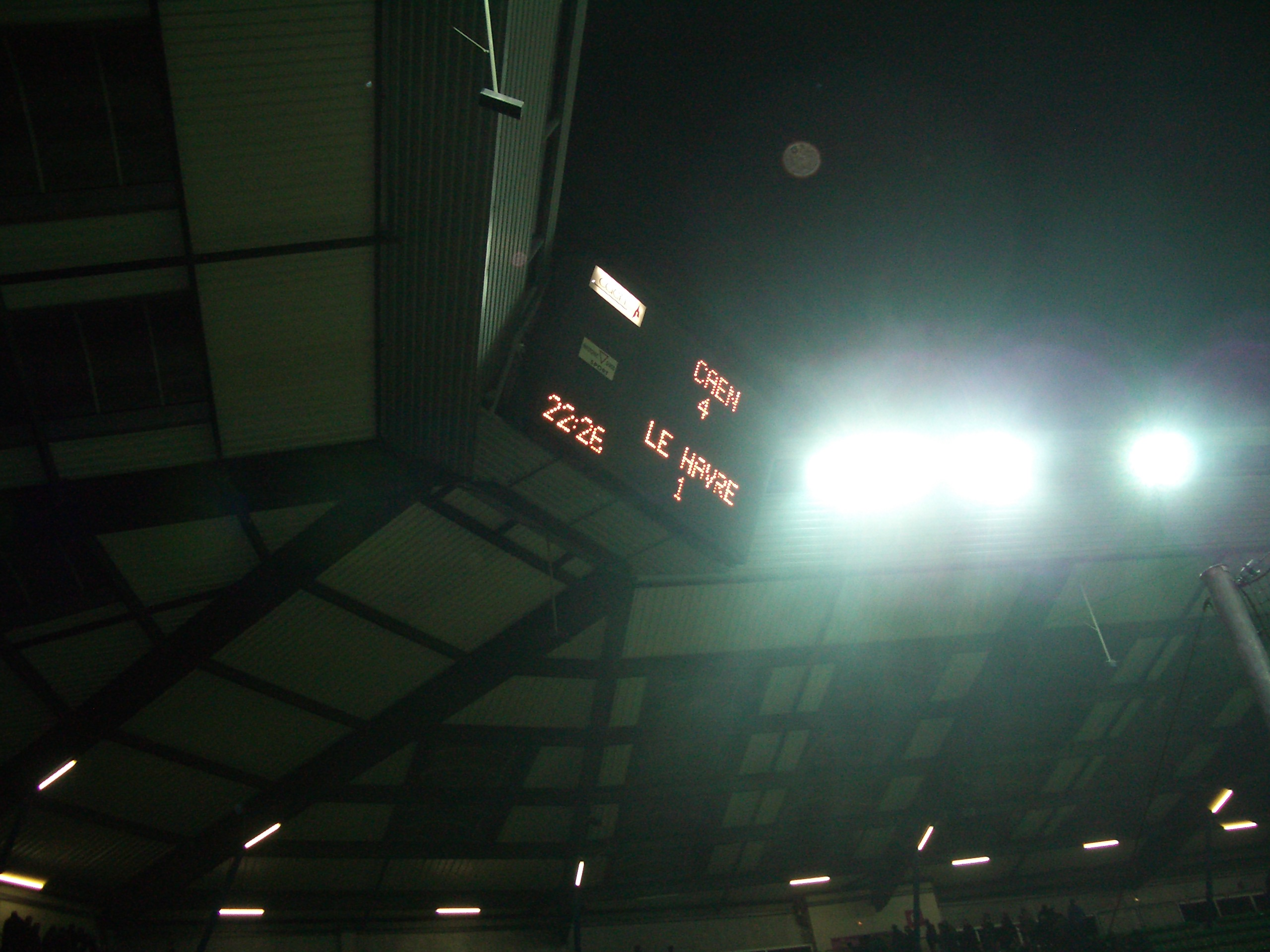
Victoire 4-1 de Caen face au HAC en 2006.

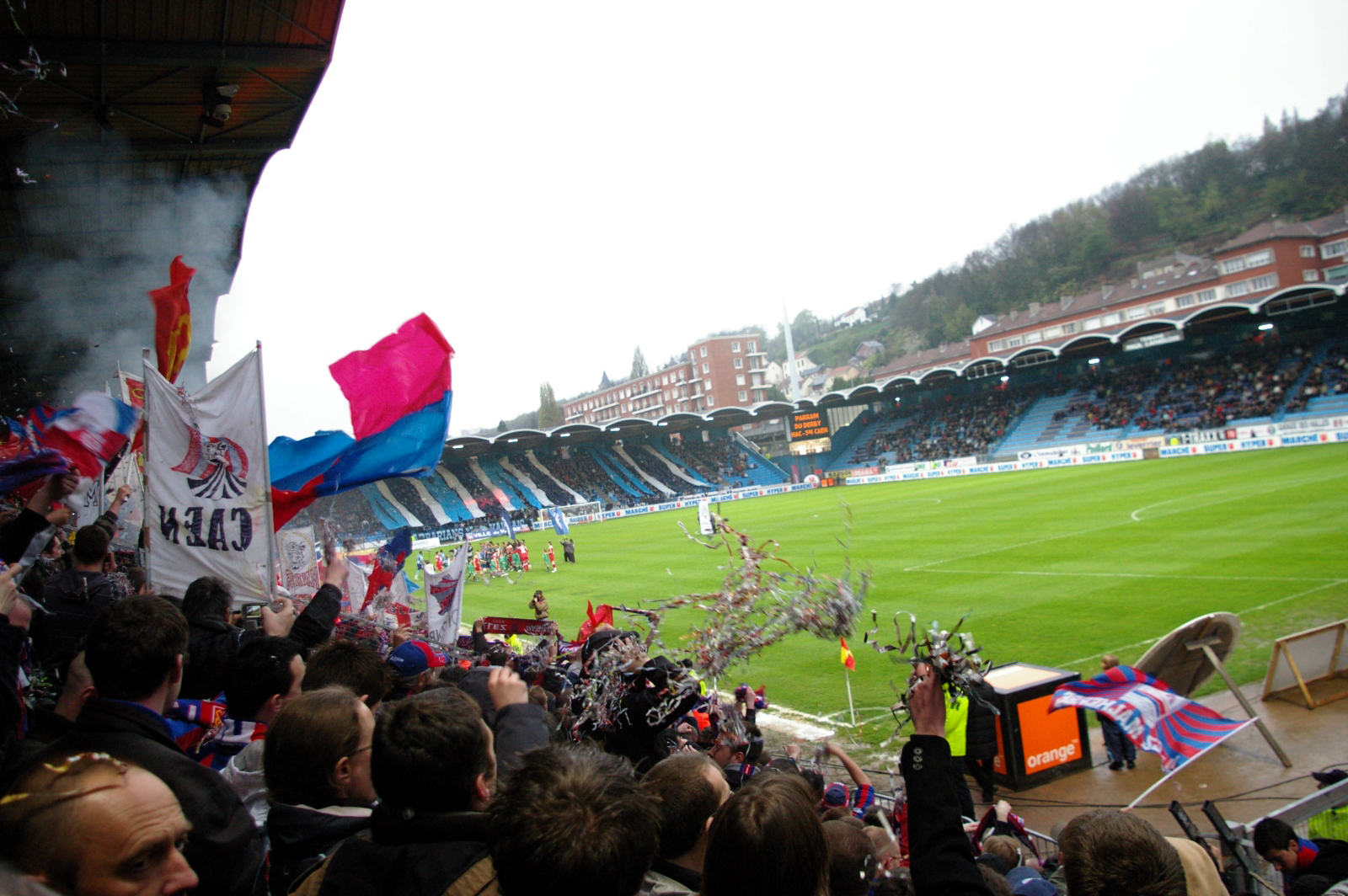
Avant match Le Havre AC-SM Caen en 2009.

Depuis son apparition au plus haut niveau au cours des années 1980, le rival régional du Stade Malherbe Caen est le Havre AC, distant d’une centaine de kilomètres. Les deux équipes normandes se rencontrent notamment à plusieurs reprises en championnat de Normandie de Division d'Honneur dans les années 1920, puis en Division 2 entre 1934 et 1938. Caen et Le Havre se sont rencontrés plus fréquemment à partir des années 1970, lorsque les deux clubs ont acquis leur montée en Division 2.
En première division, les deux équipes se sont affrontées à douze reprises en compétition officielle entre 1991 et 2009. Le bilan est de six victoires caennaises pour une victoire havraise. Depuis 1970 et toutes compétitions de la Ligue confondues (championnat et Coupe de la Ligue), le bilan sur 32 matchs est de 10 victoires havraises pour 12 victoires caennaises,.

#### Trophée des Normands
Le Trophée des Normands est un match amical organisé depuis 2006 par l’Union des journalistes de sport en France de Normandie, qui oppose le Stade Malherbe de Caen et Le Havre AC. Ce match a lieu généralement chaque 14 juillet sur terrain neutre par "alternance" entre les deux régions. 
L'édition 2020 devant avoir lieu à Pont-Audemer est reportée à 2021 du fait de la crise du coronavirus, avant d'être finalement annulée. Elle est remplacée en 2022 par un affrontement des Havrais contre Quevilly-Rouen Métropole face au refus du Stade Malherbe de participer.
| Date            | Lieu                 | Vainqueur   | Score             | Vaincu      | Buteurs                                                                 | Liens  |
| --------------- | -------------------- | ----------- | ----------------- | ----------- | ----------------------------------------------------------------------- | ------ |
| 14 juillet 2006 | Honfleur             | SM Caen     | 1 - 0             | Le Havre AC | Hengbart 8e                                                             | ,      |
| 14 juillet 2007 | Gonfreville-l'Orcher | SM Caen     | 1 - 1 (5-3 t.a.b) | Le Havre AC | Gouffran 65e \| Nikezić 69e                                             | ,      |
| 14 juillet 2008 | Granville            | SM Caen     | 2 - 0             | Le Havre AC | Adnane 38e, Florentin 63e                                               | ,      |
| 14 juillet 2009 | Fauville-en-Caux     | SM Caen     | 1 - 1 (8-7 t.a.b) | Le Havre AC | Sorbon 88e \| Lesage 51e                                                | [ 13 ] |
| 14 juillet 2010 | Bayeux               | Le Havre AC | 1 - 0             | SM Caen     | Mesloub 48e                                                             | [ 14 ] |
| 14 juillet 2011 | Gonfreville-l'Orcher | SM Caen     | 3 - 2             | Le Havre AC | Nivet 59e (pen.) 77e, Traoré 71e \| Mesloub 39e, Mendes 81e             | [ 15 ] |
| 20 juillet 2012 | Ouistreham           | Le Havre AC | 2 - 0             | SM Caen     | Rivière 6e, Mahrez 89e                                                  | [ 16 ] |
| 14 juillet 2013 | Valognes             | Le Havre AC | 2 - 2 (6-5 t.a.b) | SM Caen     | Bonnet 5e, Saïss 43e \| Kodjia 65e 89e (pen.)                           | [ 17 ] |
| 14 juillet 2014 | Le Havre             | SM Caen     | 0 - 0 (4-2 t.a.b) | Le Havre AC |                                                                         | [ 18 ] |
| 14 juillet 2015 | Bayeux               | SM Caen     | 1 - 0             | Le Havre AC | Duhamel 51e                                                             | [ 19 ] |
| 16 juillet 2016 | Honfleur             | Le Havre AC | 3 - 0             | SM Caen     | Duhamel 27e, Julan 67e, Moukoudi 87e                                    | [ 20 ] |
| 14 juillet 2017 | Bayeux               | SM Caen     | 1 - 1 (4-3 t.a.b) | Le Havre AC | Ferhat 11e (pen.) \| Bazile 41e                                         | [ 21 ] |
| 20 juillet 2018 | Vire                 | Le Havre AC | 6 - 0             | SM Caen     | Bonnet 18e, Bese 55e, Bazile 74e, Gory 76e 80e, Moussiti-Oko 83e (pen.) | ,      |
| 13 juillet 2019 | Mondeville           | SM Caen     | 2 - 0             | Le Havre AC | Gorgelin 71e(csc) , Armougom 89e                                        | [ 24 ] |
| 19 juillet 2023 | Vire                 | Le Havre AC | 3 - 1             | SM Caen     | Ngoura 5e , Alioui 55e Soumaré 57e\| Bassette 83e                       | [ 25 ] |

### Entre le FC Rouen et Le Havre AC
Les deux clubs ont dans leur histoire 20 saisons de partagées, en Division 1 ou en Division 2. Historiquement, les rouennais sont mieux classés que les havrais, mais le rapport de force s'est inversé dans les années 1980 où, alors que Rouen tombe en troisième voire quatrième division, le Havre AC participe à 12 éditions de la Division 1, et réalise même une belle série de 9 saisons consécutives en Division 1, entre 1991 et 2000.

#### Histoire de la rivalité

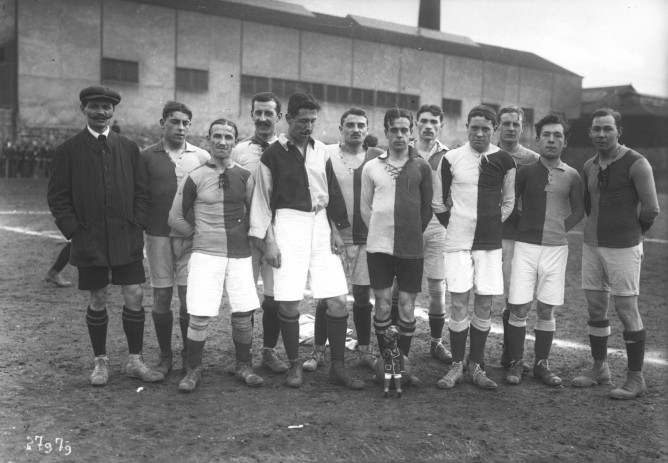
Équipe du Havre AC en 1913.

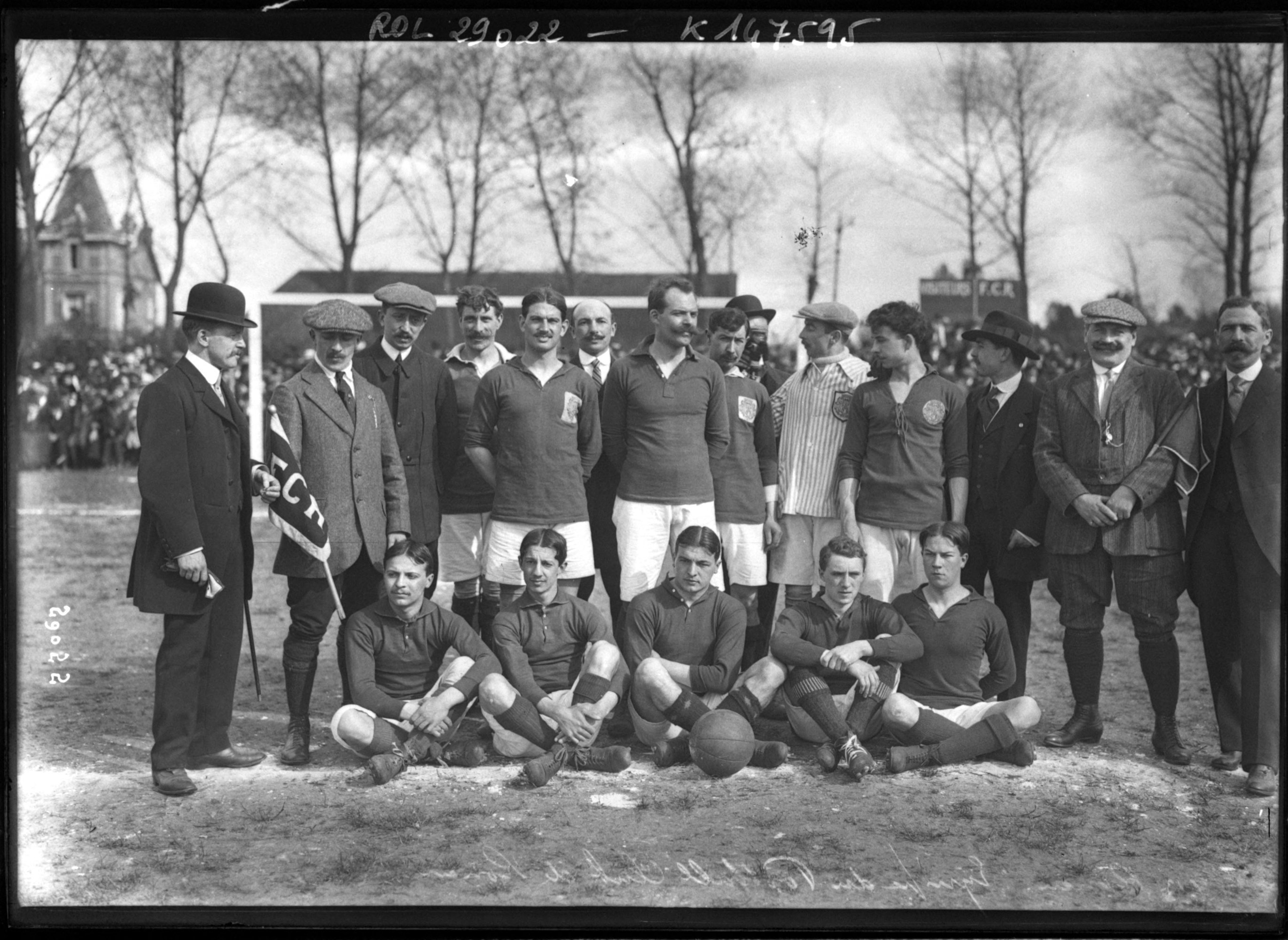
Équipe du FC Rouen en 1913.

Le Havre AC, dont la section football est créée officiellement en 1894, est l'un des premiers clubs de football français à être créé et le premier vainqueur du Championnat de France de football USFSA qui ne soit pas de la région parisienne, en 1899 et 1900. Le FC Rouen, fondé en 1899, intègre le championnat de Normandie (qui couvre en pratique la Haute-Normandie) l'année suivante. Pour leur première saison officielle, les Rouennais ne s'inclinent face au Havre AC qu'en finale du championnat, s'imposant ainsi comme l'un des principaux rivaux des Havrais. Pour autant, ces derniers remportent huit titres entre 1900 et 1909, et les Rouennais doivent attendre 1910 pour remporter leur premier titre régional. Le premier derby connu a lieu en 1909 à l'occasion du championnat de Normandie, au stade de la Cavée Verte du Havre (match nul 1-1). En 1913, c'est au tour du FC Rouen d'atteindre la finale du championnat de France USFSA. La rivalité entre les deux clubs s'installe et devient la grande opposition du football normand, à tel point que des incidents éclatent. À titre d'illustration, lors d'un de Division 2 en 1934 (le premier derby professionnel au Havre), les supporters havrais mettent volontairement le feu à une tribune du stade de la Cavée Verte pour interrompre le match (score final : 3-3)[réf. nécessaire].
En 1933, quand Havrais et Rouennais adoptent le statut professionnel pour intégrer la première édition du championnat de France de deuxième division, les deux clubs comptent respectivement douze et quatorze titres régionaux. Le derby se poursuit alors, et devient même populaire dans le football français alors que les deux clubs évoluent conjointement en première division, comme c'est le cas de 1938 à 1947, ou en deuxième division dans les années 1950 et au début des années 1980.
Le Football Club de Rouen connaît une grave crise financière au début des années 1990, dont il ne s'est remis pas remis sportivement, évoluant depuis entre les 3e et 5e échelon du football français. La saison 2003-2004 fait exception, les deux clubs se retrouvant en Ligue 2 (aux côtés du Stade Malherbe Caen). Le dernier derby en date (le 98e en championnat), le 6 mars 2004 au stade Robert-Diochon de Rouen, s'achève sur la victoire 4-0 des Rouennais, mais ce succès n'empêche pas leur relégation en fin de saison. Les deux derbies de cette saison donnent lieu à des interpellations après des agissements violents de spectateurs (lapidation de bus, provocations)[réf. nécessaire], preuve que la rivalité entre les deux clubs reste bien réelle.
Depuis le déclin du FC Rouen, plusieurs autres "derbies" sont apparus, sans pour autant connaître la médiatisation et la rivalité du match FC Rouen-Havre Atletic. Ces derbies sont généralement davantage populaires chez les adversaires des deux métropoles Haut-Normandes que chez eux : du côté du FC Rouen, ce sont les matchs contre l'US Quevilly et Pacy Vallée-d'Eure Football qui sont qualifiés de derby par les médias, tandis qu'au Havre, ce sont les rencontres face au Stade Malherbe de Caen qui sont considérées ainsi, d'autant qu'ils ont pu s'affronter à plusieurs reprises en première division ces dernières années. Caen et Le Havre disputent d'ailleurs depuis 2006 un match amical de pré-saison qualifié de « trophée des Normands ».
De plus, lors de la chute sportive du club rouennais, et durant plusieurs saisons dans le championnat de CFA (1997/1998, 1999/2000, 2001/2002, 2007/2008 et 2008/2009), le FC Rouen a retrouvé dans son groupe la réserve du Havre AC, donnant lieu à un "faux derby". Un derby néanmoins sous-tension, notamment au Havre. Le match a d'ailleurs était délocalisé au stade Jules Deschaseaux lors de deux derby, pour assurer la sécurité des supporters rouennais, dans et à l'extérieur de l'enceinte. Alors que le stade de la réserve havraise est La Cavée Verte. Le club havrais a d'ailleurs enregistré pendant ces matchs les meilleures affluences de l'équipe réserve, avec parfois de 1 000 à 2 000 spectateurs. Quelques supporters havrais ont même fait les déplacements à Rouen pour se rappeler aux bons souvenirs des derbys. Le club havrais envoyer régulièrement plusieurs professionnels qui n'avaient pas joués le match du week-end chez les A. Le bilan de ces rencontres est de, 10 matchs, 4 victoires rouennaises, 4 matchs nuls et 2 victoires de la réserve havraise.

#### Bilan
- Si vous ne connaissez pas le sujet, laissez ce bandeau (vous pouvez alors contacter les auteurs).
- Si vous supprimez le contenu mis en cause (vous pouvez préalablement contacter les auteurs),

argumentez précisément cette suppression dans la page de discussion
(un manque de référence n'est pas un argument ; une recherche réelle de référence doit avoir été effectuée, être formellement documentée).
De 1909 à 2004, on compte 96 derbys entre les équipes premières des deux clubs en championnat, qui se décomposent comme suit : 19 en D1, 36 en D2 et 41 en Championnat de Normandie. Il y eut également 7 derbys en Coupe de France, soit 103 « derbys de Normandie ».
Depuis 1909, le bilan est de 48 victoires pour Rouen, 25 nuls et 32 victoires pour le Havre.
| Compétition              | Nombre de matchs joués | Victoires du FC Rouen | Matchs nuls | Victoires du Havre AC |
| ------------------------ | ---------------------- | --------------------- | ----------- | --------------------- |
| Championnat de France    | 19                     | 9                     | 5           | 5                     |
| Ligue 2                  | 36                     | 14                    | 9           | 13                    |
| Championnat de Normandie | 41                     | 18                    | 11          | 12                    |
| Coupe de France          | 7                      | 5                     | 0           | 2                     |
| Total                    | 103                    | 46                    | 25          | 32                    |

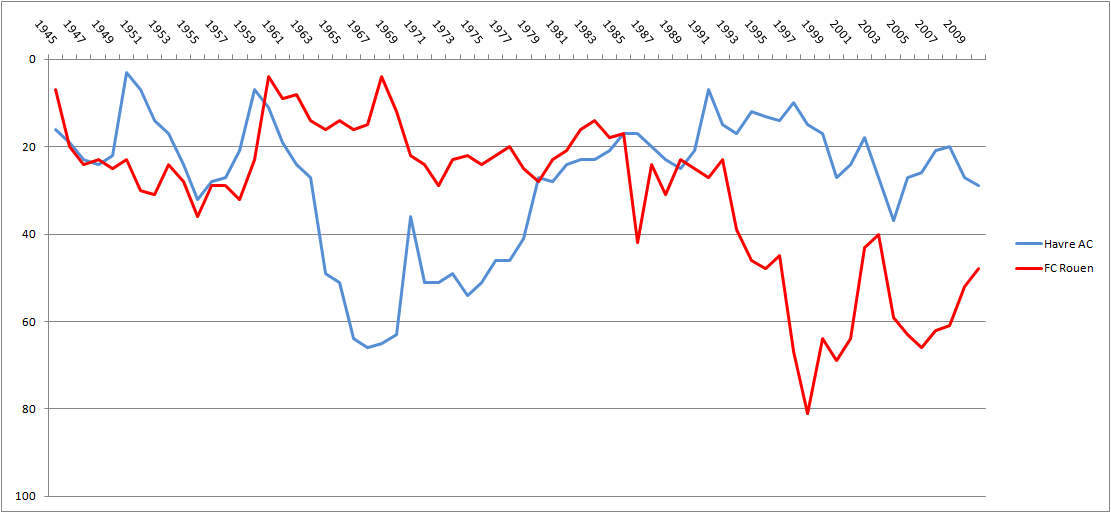
Bilan saison par saison du HAC et du FCR de 1945 à 2011 superposés

Le Havre AC domine largement le football normand dans les premières années du XXe siècle. À partir de 1909, le FC Rouen prend le dessus jusqu'en 1914 (on note particulièrement le match Rouen-Le Havre de 1911, qui se conclut par une victoire écrasante des Rouennais 8 bus à zéro). L'entre-deux-guerres voit la rivalité entre les deux clubs, qui remportent tous les titres régionaux (à l'exception de la saison 1928 laissé au Stade havrais), se développer.
Leur confrontation prend d'autant plus d'ampleur que les deux clubs intègrent la deuxième division du Championnat de France de football en 1933, devenant pour cela des clubs professionnels. Le premier derby professionnel a lieu le 11 novembre 1933 devant plus de 17 000 spectateurs à Rouen, il est remporté largement par les Diables rouges (5-1), grâce notamment à quatre buts de l'international français Jean Nicolas. En 1938, les deux rivaux se retrouvent pour la première fois ensemble en première division.
Durant la période 1945-1961, les deux clubs sont de niveau équivalent, avec un léger avantage pour le Havre AC qui domine son rival au classement à chaque exercice dans les années 1950. En 1959, le HAC est le premier club normand à décrocher un titre national de premier ordre en remportant la Coupe de France. De 1962 à 1978, les derbys sont rares, le FC Rouen se maintenant en D1 et D2, réalisant même un beau parcours en 1968 où le club finit quatrième, alors que le Havre AC sombre dans les divisions inférieures, son minimum historique étant atteint en 1967, avec une sixième place de Division d'Honneur. Les deux clubs ne se retrouvent en D2 qu'à partir de 1979. Le FC Rouen conserve sa domination régionale jusqu'en 1985, date où le rapport de force entre les deux clubs s'inverse, le FC Rouen chutant jusqu'en CFA 2 à la fin des années 1990, alors que le Havre se maintient dans les deux divisions professionnelles.
En 2003-2004, les deux clubs se retrouvent pour la dernière fois en D2.

### Entre l'US Quevilly et le FC Rouen
Les deux stades du FC Rouen et de l'US Quevilly ont une particularité : ils sont situés dans la même ville, à savoir Le Petit Quevilly,.Pour la saison 2011-2012, il devrait y avoir des derbies en Championnat de France de football National, dans la mesure où Rouen a fini 8e de la saison 2010-2011, et Quevilly premier de son groupe de CFA. Au match aller, les deux équipes, tous  deux auteurs d'un excellent début de saison, s'affrontent dans un match au sommet. Rouen s'impose finalement 3-2 après un match plaisant et spectaculaire. Pour le match retour à l'inverse, le 24 mars 2012, les deux équipes sont loin de leur excellent début de saison, Rouen voyant s'éloigner la montée et Quevilly voyant se rapprocher dangereusement la zone de relégation. Dans cette rencontre, Quevilly, en pleine euphorie après avoir réussi l'exploit d'éliminer l'Olympique de Marseille trois jours plus tôt en quarts de finale de la Coupe de France, s'impose facilement 2-0 face à des Rouennais inexistants.
De 2005 à 2008, les deux clubs ont évolué ensemble en CFA. Les derbies ont donc été nombreux, le bilan étant plutôt favorable à Rouen: on notera en particulier le match Rouen-Quevilly du 11 octobre 2008, remporté 4-0 par Rouen.